# هاموک (باند)
هاموک (انگلیسی: Hammock) یک گروه دو نفره آمریکایی که در سبک موسیقی امبینت و پست-راک کار می‌کنند.
هاموک از سال ۲۰۰۵ تاکنون ۱۰ آلبوم منتشر کرده است؛ و آثار این گروه از طرف منتقدانی همچون پیچفورک مدیا و آل‌میوزیک نظرات مثبتی دریافت کرده است.
آخرین آلبوم این گروه با نام «نشانه امیدبخش» سال ۲۰۲۴ و با همکاری گروه راک یلوکارد منتشر شد.